# Platypeza eoa
Platypeza eoa är en tvåvingeart som beskrevs av Shatalkin 1981. Platypeza eoa ingår i släktet Platypeza och familjen svampflugor. Inga underarter finns listade i Catalogue of Life.